# Hekimoğlu Global Connect Travel Bursa Voleybol İhtisas Spor Kulübü
L'Hekimoğlu Global Connect Travel Bursa Voleybol İhtisas Spor Kulübü è un club di pallavolo maschile turco, con sede a Bursa: milita nel campionato turco di Efeler Ligi.

## Storia
L'Hekimoğlu Global Connect Travel Bursa Voleybol İhtisas Spor Kulübü nasce nel 2021, acquistando i diritti del Düzce per partecipare alla Voleybol 1. Ligi: nell'annata 2021-22 chiude al quarto posto la finale dei play-off promozione, fallendo quindi la promozione sul campo in Efeler Ligi; nel 2022 riesce comunque ad approdare in massima serie, acquistando i diritti di partecipazione del rinunciatario Yeni Kızıltepe. Un anno dopo rinuncia a sua volta al titolo di massima serie, cedendolo al Bigadiç e ripartendo dal settore giovanile.